# Kothamangalam
Kothamangalam è una suddivisione dell'India, classificata come municipality, di 37.169 abitanti, situata nel distretto di Ernakulam, nello stato federato del Kerala. In base al numero di abitanti la città rientra nella classe III (da 20.000 a 49.999 persone).

## Geografia fisica
La città è situata a 10° 4' 0 N e 76° 37' 60 E e ha un'altitudine di 12 m s.l.m..

## Società

### Evoluzione demografica
Al censimento del 2001 la popolazione di Kothamangalam assommava a 37.169 persone, delle quali 18.407 maschi e 18.762 femmine. I bambini di età inferiore o uguale ai sei anni assommavano a 3.710, dei quali 1.932 maschi e 1.778 femmine. Infine, coloro che erano in grado di saper almeno leggere e scrivere erano 31.367, dei quali 15.791 maschi e 15.576 femmine.